# Monti Zaskar

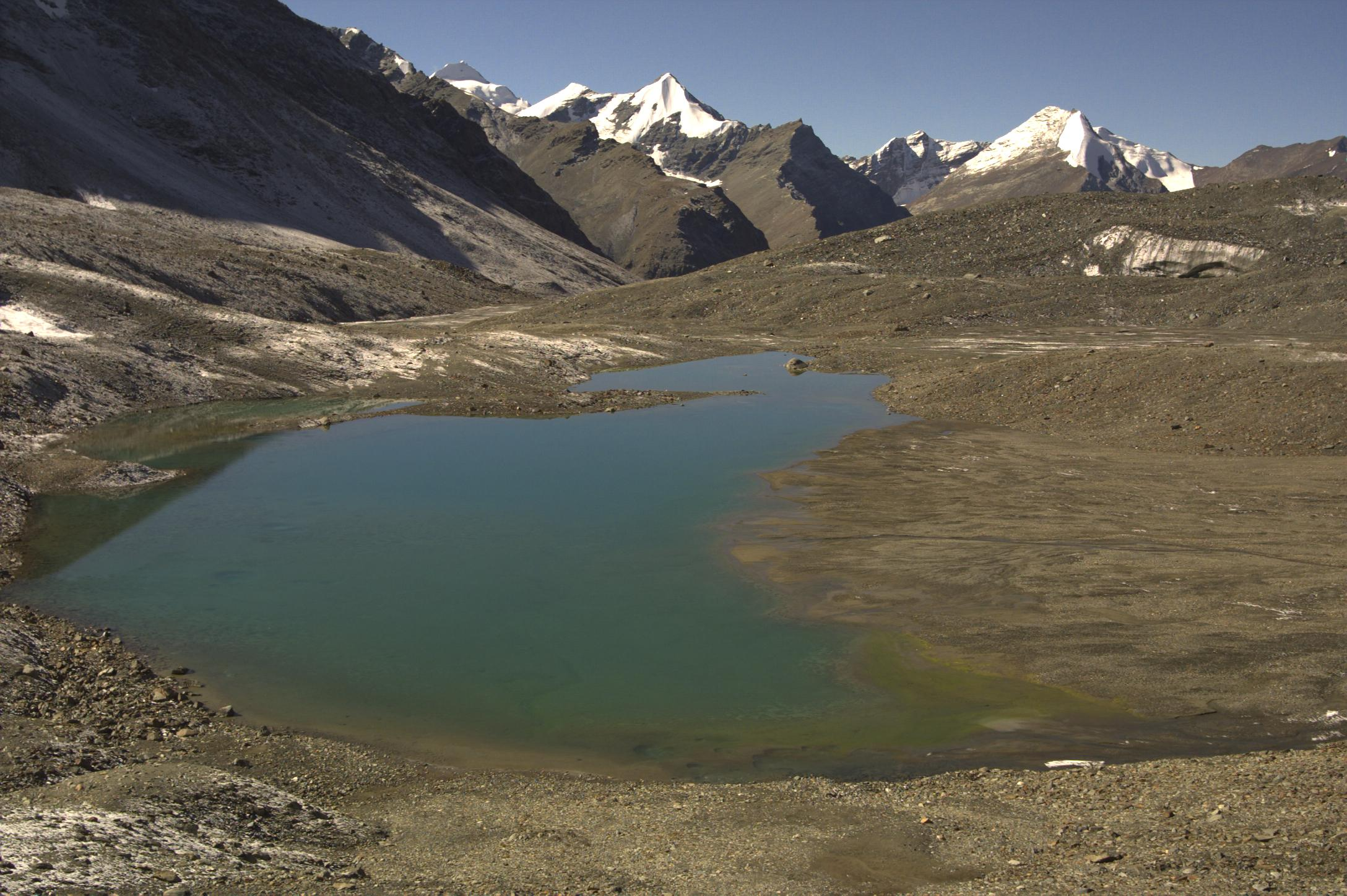
Shingo La

I monti Zaskar, o Zanskar, sono un gruppo di montagne appartenenti al complesso dell'Himalaya, nell'Asia centro-meridionale; sono situati nella parte settentrionale dell'India e in quella occidentale della regione autonoma del Tibet, in Cina. Si estendono verso sud-est per circa 640 km dal fiume Karcha (o Suru) fino al corso superiore del fiume Karnali. Culminano con il monte Kamet (7756 m), e i passi più importanti che li attraversano sono lo Shipki, il Lipu Lekh (o Lipulieke), e il Mana.